# پوتتور
پوتتور (به انگلیسی: Puttur) یک منطقهٔ مسکونی در هند است که در دکشینا کنادا واقع شده‌است. پوتتور ۴۸٬۰۶۳ نفر جمعیت دارد و ۸۷ متر بالاتر از سطح دریا واقع شده‌است.